# Voivodato di Wilno (1926-1939)
Il Voivodato di Wilno (in polacco województwo wileńskie), anche noto come Dipartimento di Wilno era uno dei 16 Voivodati della Seconda Repubblica di Polonia, il cui capoluogo era Wilno (ovvero Vilnius, oggi capitale della Lituania). Fu creato nel 1926 e cessò di esistere nel 1939. Era popolato prevalentemente da polacchi con cospicue minoranze di bielorussi, ebrei e lituani.
La superficie del voivodato di Wilno misurava 29011 km², mentre la popolazione ammontava a 1.276.000 abitanti nel 1931. In seguito all'invasione tedesca e sovietica della Polonia e alle modifiche territoriali accadute in Europa, i confini della Polonia furono ridisegnati su insistenza del Presidente sovietico Iosif Stalin alla Conferenza di Teheran e il voivodato di Wilno fu spartito tra RSS Lituana e la RSS Bielorussa. Parte della popolazione polacca fu trasferita coattivamente alla fine della seconda guerra mondiale. Dal 1991, l'ex territorio del voivodato risulta diviso tra le odierne Lituania e Bielorussia.

## Storia
Nel 1920, a seguito della guerra polacco-lituana e dell'ammutinamento di Żeligowski, la regione di Vilnius divenne parte della Repubblica della Lituania Centrale. Nel 1922, dopo una contestata elezione al Sejm di Vilnius, la Lituania Centrale chiese e ottenne di essere incorporata alla Seconda Repubblica Polacca. Dal 6 aprile 1922 al 20 gennaio 1926 il territorio era noto come "Area di Wilno" (ziemia wileńska). Il voivodato di Wilno fu creato il 20 gennaio 1926 sulla base dei territori dello Stato creato da Żeligowski. Il 1 aprile 1927, la contea di Mołodeczno ed è stata fusa a Vilejka (5 gminas, comuni), Ašmjany (1 gmina), Wołożyń (1 gmina) e Stołpce (1 gmina) paesi. Il 1 aprile 1929, lo gmina di Bienica della contea Mołodeczno fu sciolto e fu separato formando in parte lo gmina di Wojstom nella contea di Vilejka. Lo stesso giorno, gli gminas di Kozłowszczyzna e Norzyca di Postawy sono stati altresì sciolti, passando nel territorio di Szarkowszczyzna e Głębokie e della contea di Dzisna. Lo gmina di Wierzchnie, sempre presso Dzisna, è scomparso anch'esso ed è passato alla contea di Postawy. Infine, tra i cambiamenti amministrativi, lo gmina di Jody della contea di Brasław è stato sciolto ed è divenuto parte dello gmina di Szarkowszczyzna nella contea di Dzisna. Il voivodato di Wilno fu l'ultimo dei voivodati polacchi ad essere stato creato nel periodo interbellico (il voivodato di Sandomierz che si progettava di costituire alla fine del 1939 non fu mai definito per via della seconda guerra mondiale).
In seguito all'invasione sovietica nel 1939, il voivodato fu diviso tra il Voblast di Vileyka (realizzato nel territorio della RSS Bielorussa) e la RSS Lituana, ripristinata da Mosca nel 1940. Questa suddivisione non è stata accettata a livello internazionale. Il governo polacco in esilio nominò Zygmunt Fedorowicz nel 1942 come governatore della regione di Wilno. Questi fu arrestato dall'NKVD nel 1944.
Attualmente l'ex territorio del voivodato di Wilno è diviso tra le contee di Vilnius e di Utena in Lituania e le regioni di Hrodna, Minsk e Vicebsk in Bielorussia.

## Posizione geografica
Il voivodato di Wilno si estendeva per 29011 km² (che lo rendevano il quarto voivodato più esteso del Paese) e la popolazione, secondo il censimento polacco del 1931, ammontava a 1.276.000 abitanti.
Il voivodato si trovava all'estremo nord-est della Polonia, al confine con l'Unione Sovietica ad est, la Lituania ad ovest, la Lettonia a nord, il Voivodato di Nowogródek a sud e il Voivodato di Białystok a sud-ovest. Il paesaggio era prevalentemente pianeggiante e collinoso, con diversi laghi (tra cui il Narocz, il più esteso dello Stato biancorosso nel periodo interbellico). Il 1 gennaio 1937, il 21,2% dell'area era coperta da boschi (media nazionale pari al 22,2%).

## Comuni e divisione amministrativa
Il Voivodato di Wilno è stato creato dopo che la Lituania centrale è stata unita alla regione di Wilno. Negli anni 1922-1939 la divisione delle powiats (contee) ammontava a:
| Lista delle contee con superficie e popolazione                                                                                    | Lista delle contee con superficie e popolazione | Lista delle contee con superficie e popolazione | Lista delle contee con superficie e popolazione | Lista delle contee con superficie e popolazione |
| # | Nome                                            | Stemma                                          | Area (in km²)                                   | Popolazione                                     |
| --- | ----------------------------------------------- | ----------------------------------------------- | ----------------------------------------------- | ----------------------------------------------- |
| 1 | Contea di Brasław                               |                                                 | 4217 km²                                        | 143.100                                         |
| 2 | Contea di Dzisna                                |                                                 | 3968 km²                                        | 159.900                                         |
| 3 | Contea di Mołodeczno                            |                                                 | 1898 km²                                        | 91.300                                          |
| 4 | Contea di Oszmiana                              |                                                 | 2362 km²                                        | 104.600                                         |
| 5 | Contea di Postawy                               |                                                 | 3050 km²                                        | 99.900                                          |
| 6 | Contea di Święciany                             |                                                 | 4017 km²                                        | 136.500                                         |
| 7 | Contea di Wilejka                               |                                                 | 3427 km²                                        | 131.100                                         |
| 8 | Contea di Wilno                                 |                                                 | 105 km²                                         | 195.100                                         |
| 9 | Contea di Wilno - Troki                         |                                                 | 5967 km²                                        | 214.500 *                                       |
| * La contea di Wilno - Troki era la più estesa della Polonia interbellica, addirittura maggiore dell'intero Voivodato della Slesia |                                                 |                                                 |                                                 |                                                 |

Nel 1931, la più popolosa città del Voivodato (e della Polonia nord-orientale) era Wilno, con 195.100 abitanti. A parte questi insediamento, il voivodato era scarsamente popolato e perlopiù formato da piccoli centri abitati. Nessuno di questi vantava una popolazione superiore a 10.000 abitanti (come evidenziano i dati del 1931).

## Popolazione

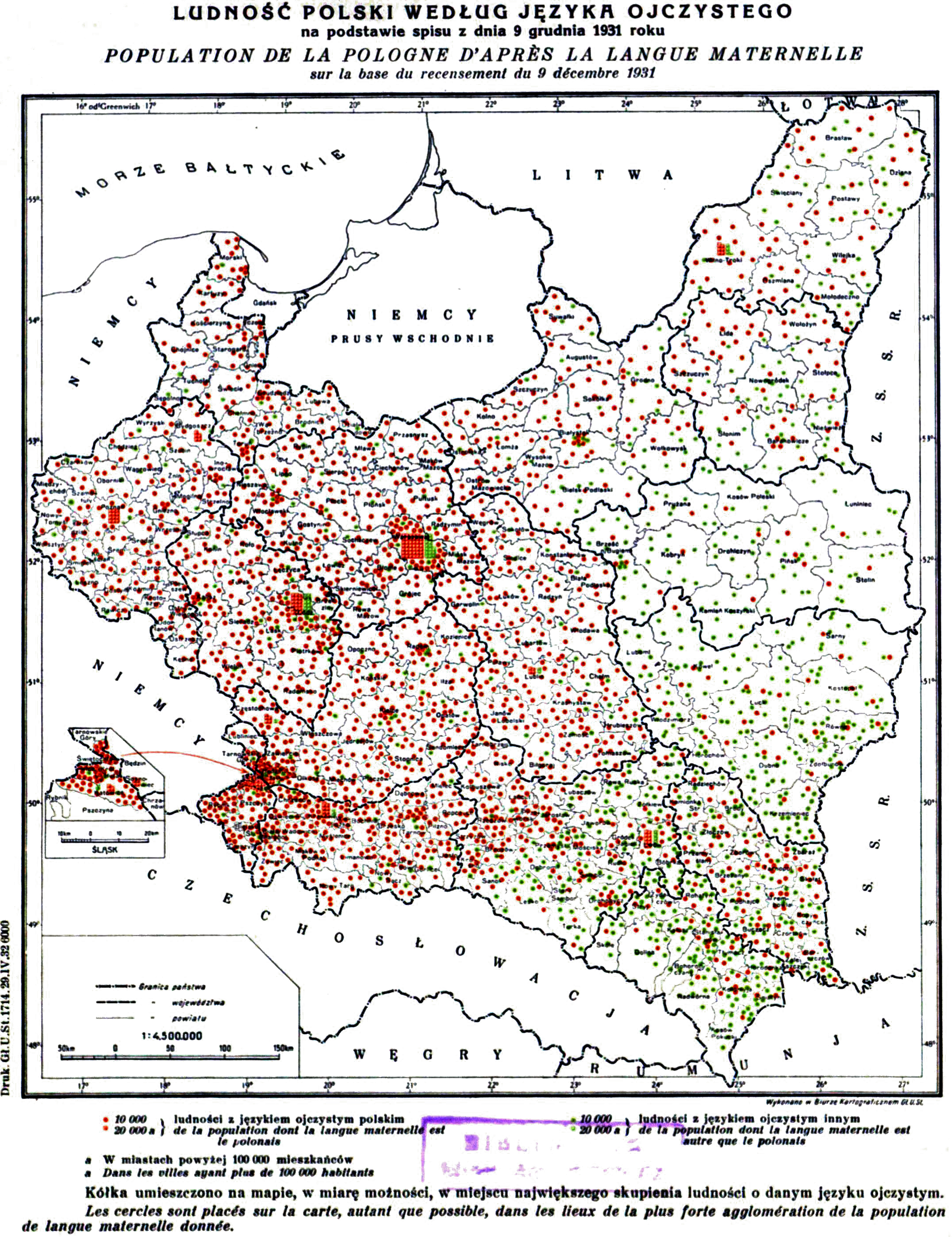
Luoghi in cui si parlava come prima lingua il polacco: cartina basata sul censimento del 1931 (originale)

Secondo il censimento polacco del 1931, il voivodato era abitato da 1.276.000 persone. La maggioranza della popolazione era polacca (il 59,7% ha affermato di parlare il polacco come lingua madre). Tra le minoranze c'erano: bielorussi (22,7%), ebrei (8,5%), lituani (5,5%) e russi (3,4%). La densità di popolazione era di 44 abitanti per km² (la seconda più bassa in Polonia, dopo il Voivodato della Polesia). Il censimento è stato tacciato di inesattezze a causa dei discutibili dati riportati in relazione numero di cittadini di etnia bielorussa e lituana.
In seguito ai cambiamenti territoriali polacchi dopo la seconda guerra mondiale, una fetta significativa della popolazione polacca fu rispedita nella neo-formata Repubblica Popolare di Polonia, quando il Voivodato di Wilno fu diviso e incorporato nella RSS Lituana e nella RSS Bielorussa. Il processo di rimpatrio non fu fluido, tanto che alcuni incontrarono difficoltà nello spostamento. La popolazione polacca che rimase in Lituania divenne testimone di politiche di lituanizzazione e sovietizzazione.

## Industria e trasporti
Il Voivodato di Wilno si trovava nella cosiddetta Polonia "B", il che significava che era ancora sottosviluppato, tranne che per la città di Wilno. Gran parte della popolazione era povera, con un alto livello di analfabetismo (nel 1931, il 29,1% era analfabeta, mentre la media nazionale era del 23,1%). La rete ferroviaria era scadente e ospitava solo pochi snodi: il più importante a Wilno, oltre a quelli situati presso Mołodeczno, Krolewszczyzna e Nowa Wilejka. La lunghezza totale dei binari all'interno dei confini del Voivodato era di 1097 km, ovvero solo 3,8 per 100 km².

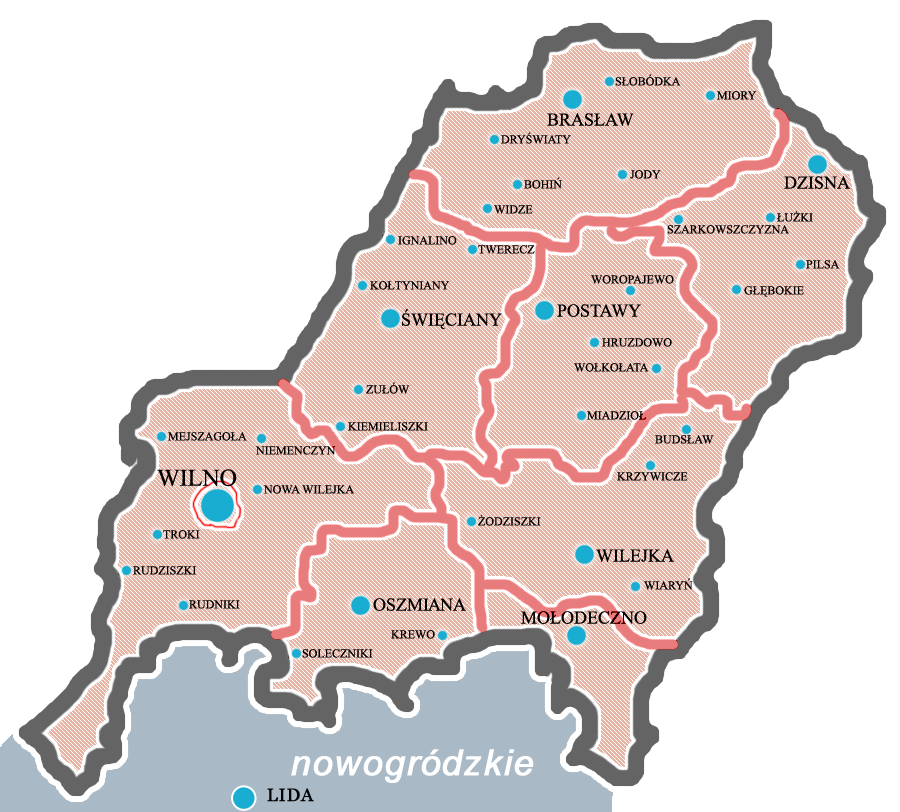
Mappa del Voivodato di Wilno

La Società Radiotecnica Elektrit era la più grande azienda privata di Wilno. Con oltre 1100 dipendenti, la società produceva circa 50.000 ricevitori radio ogni anno.

## Voivodi
Delegati dal governo:
- Władysław Sołtan, 4 febbraio 1922 - 6 aprile 1922
- Walery Roman, 6 aprile 1922 - 29 agosto 1924
- Władysław Raczkiewicz, 29 agosto 1924 - 14 giugno 1925
- Olgierd Malinowski, 22 dicembre 1925 - 25 maggio 1926 (recitazione)

Voivodi:
- Władysław Raczkiewicz, 18 maggio 1926 - 20 giugno 1931
- Stefan Seweryn Kirtiklis, 20 dicembre 1930-20 giugno 1931
- Zygmunt Beczkowicz, 20 giugno 1931 - 27 gennaio 1933
- Marian Styczniakowski, 27 gennaio 1933 - 16 febbraio 1933 (ad interim)
- Władysław Jaszczołt, 16 febbraio 1933-13 ottobre 1935
- Marian Styczniakowski, 14 ottobre 1935 - 4 ottobre 1935 (ad interim)
- Ludwik Bociański, 4 dicembre 1935-19 maggio 1939
- Artur Maruszewski, 19 maggio 1939-18 settembre 1939